# بوزک
بوزک (به آلمانی: Buseck) یک شهر در آلمان است که در Gießen واقع شده‌است. بوزک ۱۳٬۲۵۷ نفر جمعیت دارد.